# Красноармейский (Чукотский автономный округ)
Красноарме́йский — бывший посёлок городского типа в Чаунском районе Чукотского автономного округа России.
Расположен в отрогах Шелагского хребта, на берегу реки Пырканайваам, в 100 км восточнее Певека, с которым связан круглогодичной автодорогой.

## Название
Название Пырӄаӄай происходит от пырӄа «выветренная скала», «каменный столб» и «кекур», «-ӄэй/-ӄай» — уменьшительный суффикс).

## Население
| 1959 | 1970  | 1979  | 1989  | 2002 | 2010 | 2015 |
| ---- | ----- | ----- | ----- | ---- | ---- | ---- |
| 1156 | ↗1583 | ↗2324 | ↘2299 | ↘0   | →0   | →0   |

## История
Основан 31 марта 1940 г. при оловянном прииске «Пыркакай». В честь побед Красной Армии 9 января 1942 г. посёлку было присвоено современное название.
Статус посёлка городского типа — с 1953 года.
В 1998 году ликвидирован.

## Улицы
- Улица Гагарина
- Улица Геологов
- Улица Ерофеева
- Улица Ленина
- Улица Мандрикова
- Улица Полярная
- Улица Пыркакай
- Улица Советская
- Улица Спортивная[12]
- Улица Строителей